# Rhamphomyia cinerea
Rhamphomyia cinerea är en tvåvingeart som först beskrevs av Fabricius 1775.  Rhamphomyia cinerea ingår i släktet Rhamphomyia och familjen dansflugor.
Artens utbredningsområde är Sverige. Inga underarter finns listade i Catalogue of Life.